# Ретробулбарни блок
Ретробулбарни блок је врста регионална анестезије или врста нервног блока који се користи у  рефрактивној хирургији. У овој техници локални анестетик се убризгава у ретробулбарни простор, подручје смештено иза очне јабучице. Он обезбеђује акинезију екстраокуларних мишића спрооводном блокадом II, III i VI кранијалног живца (док IV кранијални живац није захваћен јер је изван конуса очног мишића), што спречава функцију кретање очне јабучице. Ретробулбарни блок такође обезбеђује сензорну анестезију рожњаче, увее и вежњаче спроводном блокадом цилијарног живца.
Ретробулбарни блок се у офталмологији најчешће користи у операцијама катаракте, јер пружа задовољавајућу анестезију, као и у другим интраокуларним операцијама.

## Индикације
Ретробулбарни блок се користи за било који офталмичку хирургшку интервенцију или поступак који захтева анестезију и акинезију очне јебучице.
За ову врсту анестезије предлаже се примена 120-200 мг (3–5 мЛ) или 1,7-3 мг / кг лидокаин хидрохлорида (4% раствора). Део дозе се убризгава ретробулбарно, а остатак се може користити за блокирање фацијалног нерва. 

## Контраиндикације
Апсолутне контраиндикације укључују следећа стања
- Преосетљивост или алергија на локални анестетик
- Орбитална инфекција или значајна упала ока

Релативне контраиндикације укључују следећа стања
- Повећана аксијална дужина очне јабучице
- Склоност крварењу
- Орбитопатија повезана са штитњачом
- Лезија која заузима простор у орбити
- Претходно склерално извијање

## Компликације
Компликације ретробулбарног блока могу бити локалне или системске. 
Локалне компликације — укључују настанак хематома, оштећење видног живца и перфорацију очне јабучице с могућом слепоћом. 
Системске компликације — укључују токсичност локалног анестетика, мождану анестезију и стимулацију окулокардијалног рефлекса. 
Пацијенти се најчешће током извођења блока жале на неугодност, у смислу осећаја бола при увођењу игле и/или притиска иза ока, након убрузгавања анестетика. Перибулбарни блок се поседњих година све више користи због смањене учесталости компликација.

## Техника
Пре извођења блока треба обезбедити сву неопходну опрему, надзор и едуковано особље. Приликом извођења блока пацијент седи и гледа право испред себе, при чему главу одржавати у неутралном положају. Игла (22-27 Гаге, дужине 3 цм) уводи се у доњи угао латералног зида орбите и усмерава право и пут назад док се не прође екватор очне јабучице. Потом се игла усмерава медијално и кранијално према врху орбите. Обично се осети  „поп” када врх игле прође кроз конус очног мишића који одваја ретробулбарни простор. Након аспирације, којом се констататује да нема крви, убризга се 2-4 млс локалног анестетика, и након тога игла извуче.
Најчешће се користи 2% Лидокаин (Xyлокаин) и 0,5 - 0,75% Бупивакаин (Маркаин). Треба избегавати адреналин, који је обично помешан са локалним анестетиком због вазоконстрикције, јер може узроковати оклузију централне ретиналне артерије. Ензим хијалуронидаза је чест саставни део раствора за анестезију јер убрзава и побољшава расподелу анестетика. 
Након успешног давања ретробулбарне инјекције, акинезија и анестезија наступају брзо, у року од неколико минута. 
Ретробулбарни блок се може успешно користити и код трансплантације рожњаче, при чему понекад захтева додатну блокаду живца лица. Блок може блокирати м. леватор палпебрае, али не м. орбикуларис окули. У комбинацији с ретробулбарним блоком може се користити неколико техника за блокаду живца лица.